# Осиковска-Лакавица
Осиковска-Лакавица (болг. Осиковска Лакавица) — село в Болгарии. Находится в Софийской области, входит в общину Правец. Население составляет 386 человек (2022).

## Политическая ситуация
В местном кметстве Осиковска-Лакавица, в состав которого входит Осиковска-Лакавица, должность кмета (старосты) исполняет Георги Иванов Лазаров (Национальное движение «Симеон Второй» (НДСВ)) по результатам выборов правления кметства.
Кмет (мэр) общины Правец — Красимир Василев Живков (Красимир Василев Живков) по результатам выборов в правление общины.